# MUTEKI DEAD SNAKE
MUTEKI DEAD SNAKE（ムテキデッドスネイク、1992年9月8日- ）は、日本の音楽プロデューサー、作詞家、作曲家、編曲家である。
無敵DEAD SNAKE（むてきデッドスネイク）、Uchu Satoru、宇宙慧（うちゅう さとる）は別名義となる。

## 経歴
山口県出身、早稲田大学政治経済学部卒業。
13歳頃から独学で音楽理論を学び、作曲活動を始める。 その頃から並行してPCでの楽曲制作も始めている。
「無敵DEAD SNAKE」は早稲田大学在学中より名乗っていた名義である。学生時代のインタビューでは「無敵DEAD SNAKE」は東京で活動する概念であり、「無敵DEAD SNAKE」という名前でキャラクターを作って演じることでそれまで音楽をやってきたことが自信になっていると答えている。
2014年から2015年にかけて放送された『musicるTV』（テレビ朝日系列）内の企画「ミリオン連発音楽作家塾 第3弾℃-ute編」に宇宙慧名義で参加した。企画で℃-uteへの楽曲提供は叶わなかったが、企画参加が縁となり2015年11月11日に発売されたアンジュルムのシングル『出すぎた杭は打たれない/ドンデンガエシ/わたし』の表題曲のひとつ「ドンデンガエシ」の作曲を担当することになった。
提供作品のクレジットについて、2015年には「Uchu Satoru」、「宇宙慧」名義の楽曲もあるが、2016年夏頃より「無敵DEAD SNAKE」に統一していた。その後、2017年頃からは「MUTEKI DEAD SNAKE」とクレジットされていることがほとんどである。
一時期テレビ朝日ミュージックに所属していたが、2023年3月より個人事務所を設立して独立している。

## 作品
WEST.やKing & PrinceといったSTARTO ENTERTAINMENT所属アーティストや超ときめき♡宣伝部といった女性アイドルグループなどへの楽曲提供、テレビ番組のテーマソング・CMソング・イベントソング制作など幅広く活動している。

### 楽曲提供
主な提供作品。リストは五十音順。

#### STARTO ENTERTAINMENT関連
- WEST.（旧 ジャニーズWEST）
  - 「エエやんけェ!!」（作詞・作曲、無敵DEAD SNAKE 名義）
  - 「浪速看板息子 〜なめたらあかん〜」（作詞・作曲・編曲）
  - 「愛の奴隷」（作詞・作曲・編曲）
  - 「DOKODA」（作詞・作曲・編曲）
  - 「革新論理」（作詞・作曲）
  - 「喜努愛楽」（編曲） - 「シンドラ」枠『武士スタント逢坂くん!』（日本テレビ系列）主題歌
  - 「Strike a blow」（編曲）
  - 「A.H.O.」（作詞・共作曲・E.Guitar・Chorus） Red Bull「Red Bull The Spring Edition」タイアップソング
- 関西ジュニア（旧 関西ジャニーズJr.）
  - 「世界がキミを待っている」（作詞・共作曲）

- King & Prince
  - 「君は、綺麗だ。」（作詞・共作曲）
  - 「Love Paradox」（作詞・共作曲）[12]
  - 「Seasons of Love」（作詞・共作曲）
  - 「踊るように人生を。」（作詞・共作曲） - 「シンドラ」枠『受付のジョー』（日本テレビ系列）主題歌
- timelesz（旧 Sexy Zone）
  - 「恋がはじまるよーー!!!」（作曲）[13]
- 舞祭組
  - 「BODY&SOUL〜全身全霊〜」（作詞・作曲）
- Hey! Say! JUMP
  - 「執事的なボーイフレンド」（作詞・共作曲・Chorus）
  - 「MATSURI☆FEVER」（作詞・共作曲・Chorus）

#### スターダストプロモーション関連
- いぎなり東北産
  - 「宇宙に行こう!」（編曲）
- 小泉遥香（超ときめき♡宣伝部）
  - 「SHINY PINK♡」（作詞・作曲・編曲） - ギター・ベース演奏[14]
- 超ときめき♡宣伝部（旧 ときめき♡宣伝部）
  - 「恋のシェイプアップ♡」（作詞・作曲・編曲）[15]
  - 「トゥモロー最強説!!」（作詞・作曲・編曲）
  - 「CHOVERTURE」（作曲・編曲）
  - 「愛Song!」（作詞・作曲・編曲）
  - 「ギュッと!」（作詞・作曲・編曲） - 「ドラマParavi」枠『みなと商事コインランドリー』（テレビ東京系列）主題歌
  - 「STAR」（作詞・作曲・編曲） - アニメ『シャドウバースF』（テレビ東京系列）第3・4クールエンディングテーマ
  - 「ゼッタイだよ」（作詞）
  - 「LOVEイヤイヤ期」（作詞・作曲・編曲）
  - 「かわいいメモリアル」（作詞・作曲・編曲） - 「ドラマNEXT」枠『みなと商事コインランドリー2』（テレビ東京系列）主題歌
  - 「夢がとまらない!」（作詞・共作曲）
  - 「We Can Do It Now!」（作詞・作曲・編曲）
  - 「世界でいちばんアイドル」（作詞・作曲）
  - 「キラキラミライ」（作詞・作曲・編曲） - 『みんなのうた』（NHK総合、Eテレ）2025年8 - 9月の新曲[16]
- 超特急
  - 「PUMP ME UP」（作曲）
- 辻野かなみ（超ときめき♡宣伝部）
  - 「Happy time」（作詞）
- BLACK M!LK（M!LKの別名義）
  - 「MUKATSUKI」（作詞・作曲・編曲）

#### その他
- 新しい学校のリーダーズ
  - 「恋文」（作詞・作曲・編曲）
- アンジュルム
  - 「ドンデンガエシ」（作曲、宇宙慧 名義）[5]
- ヴァイブス動物園[17]
  - 「DOUBT 100%」（作詞・作曲・編曲、無敵DEAD SNAKE 名義）
  - 「地球は美しい」（作詞・作曲・編曲、無敵DEAD SNAKE 名義）[18]
  - 「ペコペコリータ」（作詞・作曲・編曲、無敵DEAD SNAKE 名義）[19]
  - 「Vibe Vibe Vibration ～野獣女革命～」（作詞・作曲・編曲、無敵DEAD SNAKE 名義）[20]
  - 「ピスタチオ'15」（作詞・作曲・編曲、無敵DEAD SNAKE 名義）
  - 「エスパー」（作詞・作曲・編曲、無敵DEAD SNAKE 名義）
- 上坂すみれ
  - 「よっぱらっぴ☆」（作詞・作曲・編曲）[21]
  - 「ヒミツのトモダチ♡」（作詞・作曲・編曲）
  - 「見参!革ブロ☆ふぉーえばー」（作曲・編曲）
- えのぐ
  - 「とぶらぶっ!!!」（作詞・作曲・編曲）
- COLOR CREATION
  - 「Party Time」（作詞）
- KissBee
  - 「羽の芽」（作曲・編曲）
  - 「アドベンチャージャー!withゲーム」（作曲・編曲）
- 黒野玄武（CV.深町寿成）
  - 「威風堂々と」（作曲・編曲、無敵DEAD SNAKE 名義） - 『THE IDOLM@STER SideM ORIGIN@L PIECES 05』収録
- ケツメイシ
  - 「ヤシの木のように」（共作曲、無敵DEAD SNAKE 名義）
- courtesea
  - 「ココロノトビラ」（作詞・作曲・編曲）
  - 「17」（作曲・編曲）
- すとぷり
  - 「パンピじゃないのよッ!!」（作詞・作曲・編曲）
  - 「恋はJust In Me」(さとみ×ころん)（作詞・作曲・編曲）
- TEMPURA KIDZ
  - 「好きだ好きだ大好きだ!」（作詞・作曲、Uchu Satoru 名義）[4]
- 東京トッピング☆ガールズ
  - 「この一杯を君に捧ぐ」（作詞・作曲）
- 豊永利行
  - 「ラクにいこうぜ!」（作詞・共作曲）
- #ババババンビ
  - 「chu-chu-love」（作詞・作曲・編曲）
  - 「返品不能LOVE」（作詞・作曲・編曲）
- Funky Galaxy
  - 「Pay No Mind」（共作詞・共作曲）
- フューチャーサイダー
  - 「愛  愛 I love you!」（作詞・作曲）
  - 「ダダダダッシュ!」（作詞・作曲・編曲）
  - 「YAKIMOCHI!」（作曲・編曲）
  - 「メチャイイ!」（作詞・作曲・編曲）
  - 「フライングハイ!」（作詞・作曲・編曲）

- POCKET PANiC
  - 「キャッチー☆ボール」（作詞・作曲・編曲）

- meltia
  - 「妖精たちと魔法のシンフォニー」（作詞・作曲・編曲）
  - 「白薔薇のコサージュ」（作詞・作曲・編曲）
- 吉武千颯
  - 「教えて...!トゥインクル☆」（作詞・作曲） - アニメ『スター☆トゥインクルプリキュア』後期エンディングテーマ[22]
- ラブリーサマーちゃん
  - 「LOVE♡でしょ?（Pro. by 無敵DEAD SNAKE）」（プロデュース・作詞・作曲・編曲、無敵DEAD SNAKE 名義）[3][23]

### テレビ番組
- テレビ朝日系列『おかずのクッキング』
  - テーマソング「まほうのあじ」（作曲・編曲）
- テレビ朝日系列『ReAL eSports News』
  - テーマソング「Ey-Ey-Oh」（作曲・編曲）
- テレビ朝日系列『グッド!モーニング』
  - ニュースBGM「That's Right』
- テレビ朝日系列『ワイド!スクランブル』
  - 夕刊直送便「Let It Shine」（作曲・編曲）
- テレビ朝日系列『羽鳥慎一モーニングショー』
  - ストレッチBGM「Let's Stretch!」（作曲・編曲）
- BS朝日『世界の文学がわかる!あらすじ名作劇場』
  - テーマソング「The Curtain Call」（作曲・編曲）
- BS朝日『ウチ、"断捨離"しました!』
  - BGM「Hello Everyone」（作曲・編曲）
- 静岡放送『ヨエロスン～とことんお尋ねバラエティ～』
  - BGM「Enterヨエロスン」（作曲・編曲）

### CM
- 日本水産 境港サーモン「境港の美しい海の恵み境港サーモンの歌」編（作曲・編曲）

- 日本水産 大きな大きな焼きおにぎり Web CM楽曲制作

### その他
- きのこたけのこ国民総選挙 - たけのこの党マニフェスト楽曲「TAKENOKO.tokyo」（作曲・編曲）
- 激辛グルメ祭り - テーマソング「ゲキカラ」（作詞・作曲・編曲）
- ガーリックパラダイス - テーマソング「ガーリックパラダイス」（作詞・作曲・編曲）
- TOKYO KANPAI FESTIVAL - テーマソング「TOKYO KANPAI FESTIVAL」（作詞・作曲・編曲）
- 東京パクチーPARTY - 「パクチーたべたいの」（作詞・作曲・編曲）
- 明方ハム - PR楽曲「明方ハムのように!」（作詞・作曲・編曲）
- 野菜をMOTTO - PR楽曲「MOTTO!」（作詞・作曲・編曲）